# 범륜사
다음은 범륜사(梵輪寺)에 관한 설명이다.
감악산에는 감악사, 운계사, 범륜사, 운림사 등 4개의 사찰이 있었다고 전해지나 현재는 모두 소실되었고, 1970년에 옛 운계사터가 있던 곳에 재창건한 범륜사가 있다. 절 입구에는 해탈교라는 작은 다리가 있고 절 뒤편으로는 산신각이 있는데 그 안에서 석간수가 흘러나온다. 절 바로 밑에 높이 20여 m에 달하는 운계폭포가 있다.